# دورة ألعاب الكومنولث

دورة ألعاب الكومنولث (بالإنجليزية: Commonwealth Games)‏ وكانت تُسمى دورة الألعاب البريطانية (بالإنجليزية: British Empire Games)‏ من سنة 1930 إلى 1950 ودورة ألعاب الكومنولث و الإمبراطورية البريطانية (بالإنجليزية: British Empire and Commonwealth Games)‏ من سنة 1954 إلى 1966 و ألعاب الكومنولث البريطانية (بالإنجليزية: British Commonwealth Games)‏ من سنة 1970 إلى 1974، وهي عبارة عن منافسات رياضية مُتَعدِدة تتنافس بها دول الكومنولث أُقيمت أول منافسة في سنة 1930 في مدينة هاملتون في كندا ووقفت مؤقتاً في عامي 1942 و 1946 بسبب الحرب العالمية الثانية وتنظم هذه المُسابقة في كل 4 سنوات من قِبل إتحاد ألعاب الكومنولث وتستضيفها إحدى مُدُن دول الكومنولث.